# Richard Roblee
Richard Roblee (* 1943 in Seattle) ist ein US-amerikanischer Posaunist.

## Leben
Roblee spielte zu Beginn seines musikalischen Wirkens Posaune im Seattle Symphony Orchestra und im Honolulu Symphony Orchestra. Er wechselte als Posaunist und Sänger zur Del Courtney Big Band aus Honolulu und begleitete mit dieser Sammy Davis jr., Tony Bennett und Henry Mancini. 1988 kam Roblee nach einer Eheschließung mit seiner aus England stammenden Frau Judyann (Konzertpianistin), mit der zusammen er in einem Orchester in Hawaii spielte, nach Deutschland und widmete sich seitdem bevorzugt der Kirchenmusik. Von 2003 bis Februar 2009 war er Professor für Jazz und Big Band an der Hochschule für Musik in Würzburg. Roblee komponiert Arrangements zu Chorälen aus dem evangelischen Gesangbuch und älteren Volksliedern. Er liefert meist Arrangements, welche häufig ein Vorspiel, einen Begleitsatz und ein Nachspiel enthalten. Roblees Lieblingsmusikstil ist der Swing, welchem die meisten Arrangements angehören; er komponiert jedoch auch mit südamerikanischen Rhythmen und Funk. In seiner Tätigkeit als kirchenmusikalischer Leiter veranstaltet er auch Workshops im Namen des CVJM. 
Unter dem Namen Richard Roblee's Verylittlebigband, gegründet im Mai 1994, spielt Roblee zusammen mit Jürgen Hahn (Trompete) und Mathias Grabisch (Bassposaune), Roblees Musik in kleiner Besetzung. Das musikalische Spektrum erstreckt sich über Dixieland, Swing, Bebop, Cooljazz bis zur klassischen Musik. Roblee lebt in Iphofen (Landkreis Kitzingen).